# Гейтс, Генри Луис
Генри Луис Гейтс мл. (англ. Henry Louis Gates, Jr.; 16 сентября 1950 года, Кайзер, Западная Виргиния) — американский культурный и литературный критик, историк, писатель

.
Доктор, профессор Гарвардского университета, где преподает с 1991 года, член Американского философского общества (1995). Известный исследователь афроамериканской культуры и истории, ведущий нескольких авторских телепередач.

## Биография
Генри Луис Гейтс родился 16 сентября 1950 года в городе Кайзере округа Минерал в семье Паулины Августы Коулмен и Генри Луиса Гейтса старшего. Вырос в Пидмонте (Западная Виргиния).
В Йельском университете получил степень бакалавра гуманитарных наук по истории (1973, summa cum laude), затем поступил в Кембриджский университет. Там Гейтс работал вместе с Воле Шойинка, будущим лауреатом Нобелевской премии. В Кембридже получил степени магистра и PhD по английскому языку и литературе. Выпускник Клэр-колледжа.
После защиты диссертации работал в Йельском университете (до 1985 года), затем в Корнеллском университете (1985—1989) и Университете Дьюка (1989—1991). В 1988 году вышла книга «Означивающая обезьяна: Теория афроамериканской литературной критики» (The Signifying Monkey: A Theory of African-American Literary Criticism) о фольклорных основах афроамериканской литературы; книга, получившая награду American Book Award. В 1991 году Гейтс получил профессуру в Гарвардском университете. Член Американской академии искусств и литературы (1999). Соредактор Transition Magazine.
Принимал деятельное участие в подготовке Второго издания «Африканской энциклопедии» в пяти томах, которая была издана в 2005 году.
Автор многих статей в The New Yorker и 22 книг, создатель 18 документальных фильмов.

## Награды и отличия
Первый афроамериканец, получивший награду фонда Эндрю Меллона (англ. Andrew W. Mellon Foundation Fellowship).
- Стипендия Мак-Артура (1981)
- Премия Джорджа Полка (1992)
- Heartland Prize[англ.] (1994)
- Golden Plate Award[англ.], Academy of Achievement[англ.] (1995)
- Вошел в список журнала Time «25 Most Influential Americans» (1997)
- Национальная гуманитарная медаль США (1998)
- Common Wealth Award of Distinguished Service[англ.] (2018)
- Benjamin Franklin Creativity Laureate Prize (2018)[9]
- Don M. Randel Award for Humanistic Studies Американской академии искусств и наук (2021)

## Фильмография
- 1996 — From Great Zimbabwe to Kilimatinde, BBC/PBS, Great Railway Journeys
- 1998 — The Two Nations of Black America,, WGBH-TV
- 1999 — Leaving Eldridge Cleaver, WGBH
- 1999 — Wonders of the African World, PBS
- 2004 — America Beyond the Color Line, PBS
- 2006 — African American Lives, PBS
- 2008 — African American Lives 2, PBS
- 2009 — Looking For Lincoln, PBS
- 2013 — The African Americans: Many Rivers to Cross[англ.], PBS. Emmy Award, Премия Пибоди